# Jialingichthys serratus
Jialingichthys serratus è un pesce osseo estinto, considerato vicino all'origine dei teleostei. Visse nel Triassico superiore (circa 230 - 205 milioni di anni fa) e i suoi resti fossili sono stati ritrovati in Cina.

## Descrizione
Questo pesce era di dimensioni molto piccole, con una lunghezza compresa tra i 3 e i 6 centimetri. Il corpo di Jialingichthys era piuttosto alto e compatto, benché affusolato e allungato posteriormente, e la testa era grande. Il muso non è noto; il preopercolare era ampio, privo di un ramo ventrale, con un corto ramo dorsale, mentre le ossa opercolari e subopercolari erano molto piccole. Le scaglie, di tipo lepisosteoide e ricoperte da ganoina, presentvano sul margine posteriore di due a quattro robuste spine. La pinna dorsale era situata poco oltre la metà del corpo, pressoché opposta alla pinna anale. La pinna caudale era dotata di due lobi moderatamente sviluppati.

## Classificazione
Jialingichthys serratus venne descritto per la prima volta nel 1983 da Su, sulla base di resti fossili ritrovati nella formazione Xinjiahe nel Sichuan, in Cina, in terreni risalenti al Triassico superiore. Dapprima venne considerato un rappresentante dei folidoforiformi, un grande gruppo di pesci dalle scaglie ganoidi considerati alla base dei teleostei, ma successivi studi non hanno saputo indicare parentele particolarmente strette con Pholidophorus. In ogni caso, Jialingichthys è considerato un rappresentante arcaico dei teleostei.